# أنطونيو منجوتيه

أنطــونيـو منجـوتيه وصحيفة أبسي اليومية

أنـخـيل أنطونيو منجوتيه بارراتشينا بالإسبــانية ( Ángel Antonio Mingote Barrachina ) ، الماركيز الأول لداروكا ، رسام كاريكاتوري ، كاتب ، دارس للغة الإسبانية ، صحفي إسباني. ولِدَ في سيدجيس 17 يناير عام 1919 ، و توفي في مدريد 3 ابريل عام 2012. والده هو أنخيل منجوتيه لورينتي ( 1861 - 1961 ) أهم موسيقار في داروكا، سرقسطة وكارمن بارراتشينا، وأيضا من أهم الكتاب في باتيا و تاراجونا.
اهتم أنطونيو منجوتيه بالقراءة في سن مبكر، كما علم نفسه بنفسه الرسم وأصبح مهتم به. قضى طفولته متنقلا بين داروكا، كالاتايود وتيرويل. بينما درس في المدارس المسيحية والمعاهد في تيرويل وكان الطالب المتفوق والمجتهد من وجهة نظر معلمه الرسام أنخيل نوبيـيا. فعندما أتم 17 عاما كان مجبراً على الانضمام للجيش، كما دخل أكاديمية المشاة بعد الحرب في جوادالاخارا، حيث بدأ الرسم في مجلة وزِعت بشكلٍ غير رسمي في الأكاديمية. درس الفلسفة والأدب في جامعة سرقسطة ولكنه لم يكمل مسيرته التعليمية. استقر أنطونيو منجوتيه في مدريد حيث أصبح صديقاً لرافاييل أثكونا وكارلوس كلاريمون.

## حيــــاته
بدأ أنطونيو منجوتيه مسيرته كفنان كاريكاتوري في مجلة « لا كودورنيث » عام 1946 على يد مديرها ألفارو دي لايـجليسيا. ففي عام 1948 قام بنشر روايته الأولى كفوف من الكرتون، وفي 19يونيو 1953 بدأ بالتعاون مع الصحيفة اليومية أبسي التي استمر معها حتى وفاته. وفي عام 1955 كُلِفَ بالإشراف على المجلة الفكاهية « دون خوسية »، والتي بدأت بنشر أعمال لكتاب وفنانين بارزين في أعدادها المائة الأولى.

أول عمل له لعام 1953

عام 1974 كتب أنطونيو منجوتيه في المسرح عمله الدب والمدريدي، وهي مجلة موسيقية للفنان الموسيقي « ماريو كلابيل ». كما قام أيضا بكتابة سيناريو المسلسل التلفزيوني الناجح الرجل الأسود عام 1975، الذي قام بإخراجه المخرج « أنطونيو ميرثيرو »، كما قام بتأدية هذا الدور الممثل « خوسيه لويس لوبيث باثكيث ». ومن جانبٍ آخر كتب العديد من النصوص السينمائية بالتعاون مع « خوسيه لويس ديبيلدوس »، ومن الأفلام التي قام بكتابتها الأم العازبة في الحياة، الساق المتنامية، حافة الهلال، إلى أن يفصلنا الزواج، وأيضا هجاؤه السياسي في صوتوا لجونديسالبو. بينما قام بكتابة روايته الثانية أدليتا في السقفيةعام 1991. إضافةً إلى ذلك، شارك منجوتيه بين عامي 1993 و1995 في برنامج تلفزيوني محلي « هذه الدولة تحتاج إلى تنشيط » في قناة تيليثينكو، بإخراج خوسيه لويس كول.
في عام 1967، قامت الصحافة الإسبــانية بتأسيس جائزة وأسمتها « منجوتيه »، وكان هو أول من استلمها لإبداعه في الأعمال الفكاهية والتصوير الصحفي، وكانت مـخصصة لهذا المجـال. واليوم أصبحت هذه الجائزة واحده من أهم وأفخم الجوائز، كذلك جائزة « ماريانو دي كابيا » و « لوكا دي تينا ».

كتب منجوتيه عمله الأدبي « رجل وحيد » في عام 1970، وتميز هذا العمل بالبلاغة والفصاحة الأدبية والنظرة الفلسفية. وبعد سنوات قليلة، قام بنشر عملٍ آخر « رجل باهر »، حيث كتب فيه عن بعض المعاملات الإنسانية الغير مفهومة.

رجل وحيد 1970

تم اختياره عضوا في الأكاديمية الملكية الإسبانية في عام 1987، حيث شغل كرسي « ر ». وقد قُرِاَ خطاب تنصيبه عام 1988، وقد تناول هذا الخطاب « الانتقال من الفكاهة الكوميدية من مدريد إلى لا كودورنيث ».
حصل منجوتيه في 14 مايو 1996 على الميدالية الذهبية للمهارة في العمل كما حصل عليها آخرون مثل الكاتب كاميلو خوسيه ثيلا و الشاعر رافائيل ألبرتي.كما في 15 ديسمبر 2005 تسلم شهادة الدكتوراه الفخرية من جامعة الكالا دي هينارس و في 26 يناير 2007 قامت جامعة الملك خوان كارلوس بمنحها إياه.
في الثاني من ديسمبر 2011 لَـقَبَهُ الملك خوان كارلوس الأول بالماركيز الأول لداروكا.
يتمتع منجوتيه بمكانةٍ دوليةٍ كبيرة ولذلك استُنسِخَتْ نِكاته وتُرجِـمتْ في وسائل الإعلام الأجنبية مثل صحيفة نيويورك تايمز ، صحيفة تايمز الأربعاء وصحيفة دايلي تيليغراف.

صحيفة دايلي تيليغراف

في الثالث من أبريل عام 2012 توفى الرســام القدير عن عمر يناهز 93 بسبب مرضه بسرطان الكبد.وقد ترك ثروة فنية وثقافية هائلة لم يبلغها أحد من السابقين، وكان نشطا وغزير الإنتاج حيث فاض على الساحة الإسبانية وعبر الحدود وأصبحت أعماله اليوم مبعث قوة وإبداع للأجيال الحاضرة والمقبلة.فقد وصل عدد رسوماته الفكاهية المنشورة في الصحافة إلى 58,800 رسمة، جُمِعَ معظمها في عدد من الكتب ونشرت سنة 2006.
وفي يوم إعلان وفاته نشرت الصحف الإسبانية مقالات موسعة عن حياته وأعماله وشيدت بمكانته ودوره في تاريخ فن الكاريكاتير الإسباني والعالمي، وكان قد حضر حفل التأبين عدد من المسؤولين وأهل الفن والثقافة وشيع بموكب مهيب.

أنطونيو منجوتية في السماء.

## جوائز وأوسمــة
أنطونيو منجوتيه قد تلقى العديد من الجوائز والمكافأت، والتي يمكننا أن نذكر منها على سبيل الذكر وليس الحصر:-
- 1961 صليب الفارس من نظام الكـاثوليكية إيزابيل.

صليب الفارس 1961

- 1961 الميدالية الذهبية من دائرة الفنون الجميلة.
- 1967 جائزة منجوتيه.
- 1976 جائزة الـموج.

جائزة الموج 1976

- 1979 جائزة خوان بالومو، لاررا وفيكتور دي لا سيرنا.
- 1980 الجائزة الوطنية للصحافة.
- 1982 جائزة العمدة الفخري لمنتزه الرتيرو.
- 1988 جائزة أمريكا اللاتينية للرسومات الفكاهية « كيبيدوس ».
- 1988 الميدالية الذهبية للجدارة الفنية.
- 1989 جائزة الشفافية ( أ.ن.ف.إ.ب.ي).
- 1995 الميدالية الذهبية لمدينة مدريد.
- 1996 الميدالية الذهبية للمهارة في العمل.

الميدالية الذهبية للمهارة في العمل 1996

- 1997 الصليب الفضي من الحرس المدني.
- 1997 وسام ساوري من الدرجة الأولى، وهو أعلى تمييز لحكومة بنما.
- 1998 جائزة ساعي البريد الفخرية لإسبانيا.
- 1998 جائزة المهندس الفخري، من المدرسة الفنية العليا للمهندسين في مونتيس.
- 1999 الريشة الذهبية من نادي الكتابة.
- 2001 جائزة «الشخصية».
- 2001 الجائزة الدولية للرسم الهزلي لجات بيريتش.
- 2002 جائزة لوكا دي تينا.
- 2002 الميدالية الذهبية للفنون الجميلة.
- 2005 الدكتوراه الفخرية من جامعة الكالا دي هيناريس.
- 2007 الدكتوراه الفخرية من جامعة الملك خوان كارلوس.
- 2009 الدرع التقديري الفضي من أتينيو قرطبة.
- 2010 الميدالية الذهبية لمجتمع مدريد.

## أعــــــمال

تاريخ المصحف

تاريخ الأزياء

الكيخوتية الأول.

- تـــــاريخ الشعب.
- تـــــاريخ مدريد.
- تـــــاريخ المصحف.
- كـفوف من الكـرتـون.
- الـمنازل الوطنية.
- تـاريخ الأزيـاء.

- الكونت سيسيبوتو.
- رجـل وحـيد.
- رجـل باهر.

- الكيخوتيه الأول.

## معــرض الصور

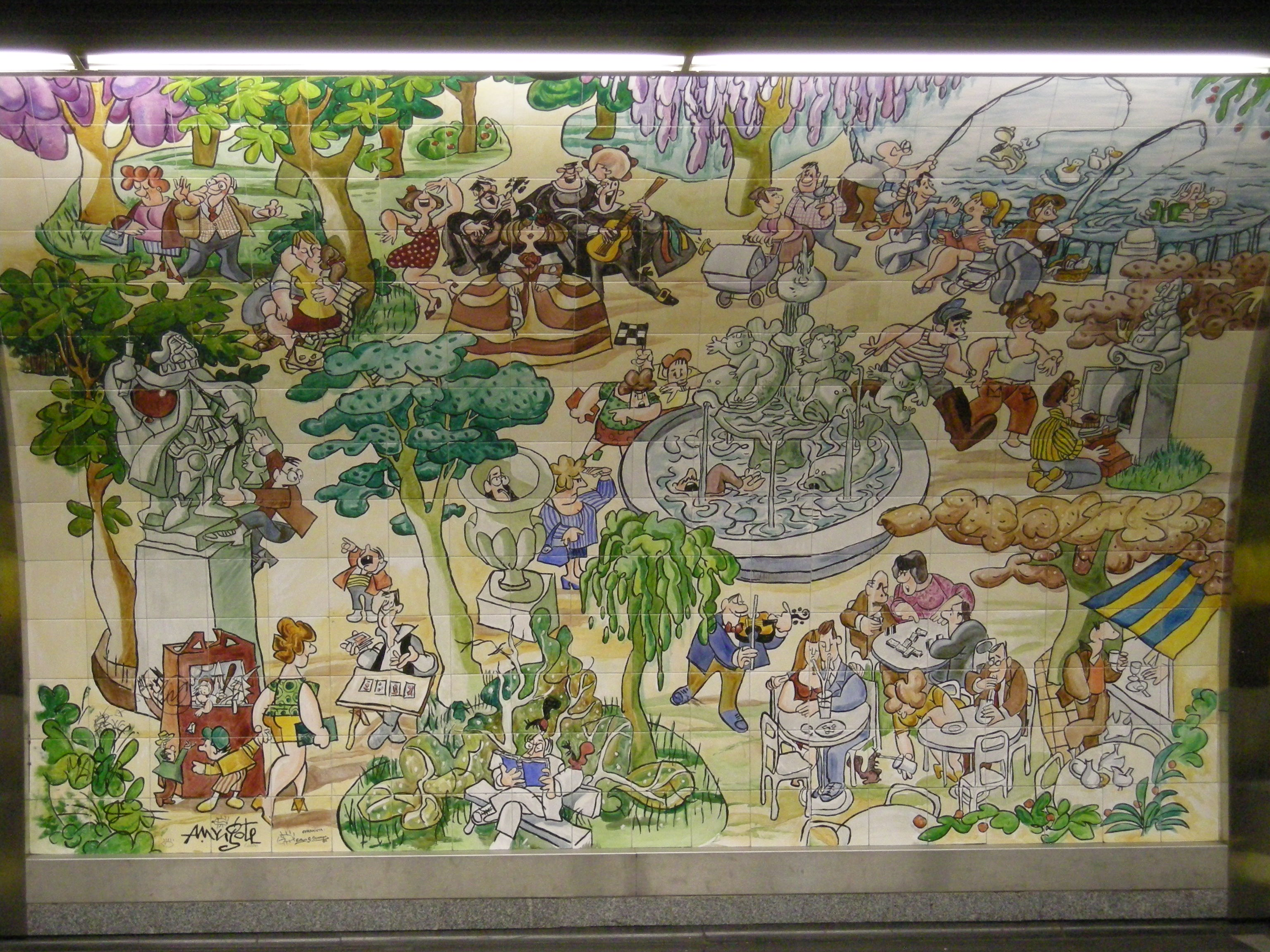
Mural de Mingote

بعضــاً من أعمـــال أنطونيو منجـوتيه.
فيلم يجمع رسومات أنطونيو منجوتيه 
للمزيــد من أعمــال أنطونيو منجـوتيه، قم بزيارة المعرض الفني.
|  |  |  |  |

## أنــظر أيضـــا
- أنتون لاماثاريس.
- إل غريـكو.
- بابـلو بيـكاسـو.
- خـواكيـن سورويـا.
- خـوان غريــس.
- ديـيـغو فيـلاثكـيـث.
- سـلفـادور دالـي.
- فرانـثــيـسـكو بــاتـشيـكو ديــل ريــو.
- فرانـثـيـسكو غـويـا.

## وصـــلات خــارجيـة
- منجوتيه يتحدث عن نفسه وعن أعمــاله.
- بعض الصور من حفل تأبـين الفنان منجوتيه.
- مقال عن رحيل الفنان منجوتيه.
- رحيل أعظم فنان كاريكاتيري.
- أنـواع الرسـم الكاريكاتيري .
- عرض مبسط لطرق رسم الكاريكاتير [وصلة مكسورة].
- ثقافة النص في الرسم الكاريكاتيري .
- تاريخ الفنون الكاريكاتورية .
- الفنون السبعة.
- الرســم.
- الفنون المرئية.

## وصلات خارجية
- أنطونيو منجوتيه على موقع IMDb (الإنجليزية)
- أنطونيو منجوتيه على موقع قاعدة بيانات الفيلم (الإنجليزية)

1. ↑  Internet Movie Database (بالإنجليزية), QID:Q37312
2. ↑  "لقب الماركيز الأول لأنطونيو منجوتيه". مؤرشف من الأصل في 2018-04-16.
3. 1 2  "جائزتا ماريانو دي كابيا و لوكا دي تينا". مؤرشف من الأصل في 2018-05-30.
4. ↑  "مجلة دون خوسية و أعمال الكتاب المهمين في أعدادها المائة الأولى". مؤرشف من الأصل في 2018-10-14.
5. 1 2  "جائزة منجوتيه للابداع والتصوير الصحفي". مؤرشف من الأصل في 2016-03-05.
6. ↑  "جائزتا ماريانو دي كابيا و لوكا دي تينا". مؤرشف من الأصل في 2018-05-30.
7. ↑  "مجلة لا كودورنيث". مؤرشف من الأصل في 2012-06-06.
8. ↑  "أنطونيو منجوتيه ماركيز داروكا الأول". مؤرشف من الأصل في 2016-03-14.
9. ↑  "إنضمام الفنان منجوتيه لصحيفة دايلي تيليغراف". مؤرشف من الأصل في 2012-11-02.
10. ↑  "الثروة الفنية لأنطونيو منجوتيه". مؤرشف من الأصل في 2012-07-20.
11. ↑  "خبر وفاة الفنان أنطونيو منجوتيه". مؤرشف من الأصل في 2014-03-16.
12. ↑  "جوائز أنطونيو منجوتيه". مؤرشف من الأصل في 2018-04-28.